# NGC 7398
NGC 7398 (również PGC 69905 lub UGC 12225) – galaktyka spiralna (Sa), znajdująca się w gwiazdozbiorze Ryb. Odkrył ją 2 października 1856 roku R.J. Mitchell – asystent Williama Parsonsa. Jest to galaktyka z aktywnym jądrem typu LINER.